# Eugenio Serrano Gispert
Eugenio Serrano Gispert (* 14. April 1960 in Barcelona) ist ein ehemaliger spanischer Handballspieler.

## Karriere

### Verein
Eugenio Serrano lernte das Handballspielen an seiner Schule Sant Joan Bosco. Nach einem Jahr an der Universität Barcelona stand der rechte Außenspieler ab 1977 im Kader des spanischen Erstligisten BM Granollers. Nach zwei Jahren wechselte er zum FC Barcelona, wo er die nächsten 15 Jahre bis zu seinem Karriereende im Sommer 1994 spielen sollte. Mit Barça gewann Serrano achtmal die spanische Meisterschaft, neunmal die katalanische Liga, siebenmal die Copa del Rey, sechsmal die Supercopa de España, viermal den Europapokal der Pokalsieger und einmal den Europapokal der Landesmeister.

### Nationalmannschaft
In der spanischen Nationalmannschaft debütierte Serrano beim 21:23 gegen die Tschechoslowakei am 13. Januar 1979 in Gottwaldov. Bei der B-Weltmeisterschaft 1979 in Barcelona gewann er mit Spanien die Goldmedaille. Seine ersten Olympischen Spielen bestritt er 1980 in Moskau, bei denen er 20 Tore in sechs Spielen erzielte und mit der Auswahl den 5. Platz belegte. Bei der Weltmeisterschaft 1982 traf er elfmal in sieben Partien und kam auf den 8. Platz. Bei seinen zweiten Olympischen Spielen 1984 in Los Angeles warf er 14 Tore in sechs Spielen und erreichte den 8. Platz. Bei der Weltmeisterschaft 1986 erzielte der Rechtsaußen 28 Treffer in fünf Spielen und belegte den 5. Platz. Bei seinen dritten und letzten Olympischen Spielen 1988 in Seoul landete die spanische Selección nur auf dem 10. Rang, Serrano warf 24 Tore in sechs Spielen. Bei der Weltmeisterschaft 1990 wurde er nach 17 Toren in sieben Spielen mit Spanien Fünfter, genau wie bei der Weltmeisterschaft 1993 (10 Tore). Zudem nahm er am World Cup 1984 und 1988 sowie an den Goodwill Games 1990 teil.
Insgesamt bestritt er 231 Länderspiele, in denen er 622 Tore erzielte.

### Erfolge
- Europapokal der Landesmeister: 1991
- Europapokal der Pokalsieger: 1984, 1985, 1986, 1994
- Spanische Meisterschaft: 1980, 1982, 1986, 1988, 1989, 1990, 1991, 1992
- Spanischer Pokal: 1983, 1984, 1985, 1987, 1990, 1993, 1994
- Spanischer Supercup: 1986, 1988, 1989, 1990, 1991, 1993
- Katalanische Liga: 1982, 1983, 1985, 1987, 1988, 1991, 1992, 1993
- B-Weltmeisterschaft: Gold 1979